# Andrij Wassyljuk
Andrij Wassyljuk (ukrainisch Андрій  Василюк; * 29. August 1987 in Nischyn, Ukrainische SSR) ist ein ukrainischer Radrennfahrer.
Wassyljuk wurde viermal ukrainischer Meister, 2010 im Bergzeitfahren und 2013, 2014 sowie 2016 im Einzelzeitfahren. Zu seinen bedeutendsten internationalen Erfolgen gehört der Sieg auf einer Zeitfahretappe der Tour of Qinghai Lake 2016, einer Rundfahrt hors categorie, bei der er auch den fünften Gesamtrang belegte. Außerdem gewann er unter die Gesamtwertung der Podlasie Tour 2015.

## Erfolge
2010
- Ukrainischer Meister – Bergzeitfahren

2013
- Prolog Five Rings of Moscow
- Ukrainischer Meister – Einzelzeitfahren
- Mannschaftszeitfahren Romanian Cycling Tour

2014
- Ukrainischer Meister – Einzelzeitfahren

2015
- Gesamtwertung Podlasie Tour

2016
- Mannschaftszeitfahren Tour of Ukraine
- Ukrainische Meisterschaft – Einzelzeitfahren
- eine Etappe Tour of Qinghai Lake
- Tour de Ribas

2017
- Mannschaftszeitfahren Tour of Ukraine
- Bergwertung Czech Cycling Tour

2019
- Chabany Race
- Horizon Park Race Classic

## Teams
- 2007 Ukraine Neri Sottoli Team
- 2008 Danieli Cycling Team

- 2010 Kolss Cycling Team
- 2011 Kolss Cycling Team
- 2012 Kolss Cycling Team
- 2013 Kolss Cycling Team
- 2014 Kolss Cycling Team
- 2015 Kolss-BDC Team
- 2016 Kolss-BDC Team
- 2017 Kolss Cycling Team
- 2018 Team Hurom
- 2019 Kyiv Capital Team
- 2020 Yunnan Lvshan Landscape